# Johanna Elisabeth Schmid
Johanna Elisabeth Schmid (* 1967 in Augsburg) ist eine deutsche römisch-katholische Theologin und Hochschullehrerin für Kirchengeschichte.

## Leben und Wirken
Nach dem Abitur 1987 studierte sie katholische Theologie, Romanistik und Anglistik an der National University of Ireland in Galway und an der Universität Augsburg, wo sie 2000 mit der Dissertation Die übersehenen Treuen – Katholische und protestantische Frauen im KZ Ravensbrück, ausgezeichnet mit dem Universitätspreis der Gesellschaft der Freunde der Universität Augsburg, promoviert wurde. Im Schuljahr 2004/2005 unterrichtete sie am Peutinger-Gymnasium in Augsburg die Fächer Englisch und Katholische Religionslehre.
Seit ihrer Habilitation im Wintersemester 2009/2010 an der Johannes Gutenberg-Universität Mainz lehrt sie dort als Privatdozentin im Fachbereich Katholische Theologie.

## Forschungsgebiete
Die wissenschaftliche Arbeit von Johanna Schmid erstreckt sich auf mehrere Themenkreise der Kirchengeschichte. Zum einen untersucht sie die inhaltliche Ausrichtung kirchlicher Publikationen in der Zeit des Ersten Weltkrieges. Zum anderen befasst sie sich mit Reformen und Synoden der frühen US-amerikanischen Kirche sowie dem Leben der deutschen Jesuiten in Maryland und Pennsylvania im 18. und 19. Jahrhundert. Darüber hinaus richtet Johanna Schmid ihren Blick auch auf die Gottesfrage in der Zeit des Nationalsozialismus und beleuchtet das Schicksal katholischer und protestantischer Frauen, die in der Zeit des Nationalsozialismus in Konzentrationslagern interniert waren.

## Schriften (Auswahl)
- Studien zur Peregrinatio. Irische Mönche auf dem europäischen Kontinent in der Zeit des zehnten bis zwölften Jahrhunderts. Augsburg 1993, OCLC 76080282 (zugleich schriftliche Hausarbeit, Augsburg 1993).
- Die übersehenen Treuen. Studien über katholische und protestantische Frauen im Frauenkonzentrationslager Ravensbrück. Wißner, Augsburg 1999, ISBN 3-89639-174-7 (zugleich Dissertation, Augsburg 1998).
- Papst Pius XII. begegnen (= Zeugen des Glaubens). Sankt-Ulrich-Verlag, Augsburg 2001, ISBN 3-929246-62-7.
- Augsburg, St. Sebastian (= Kleine Kunstführer. Band 470). Schnell und Steiner, München/Zürich 2001, ISBN 3-7954-6353-X.
- Amerikanisierung oder Gegenkultur? Jesuiten aus den deutschen Provinzen in Maryland und Pennsylvania 1740–1833. Mit einer Edition der Briefe und Predigten auf beiliegender CD-ROM (= Schriftenreihe Studien zur Kirchengeschichte. Band 18). Kovač, Hamburg 2013, ISBN 3-8300-7446-8 (zugleich Habilitationsschrift, Mainz 2010).